# Anton Eign
Anton Eign (ur. 1908, zm. ?) – zbrodniarz nazistowski, pracownik cywilny w niemieckim obozie koncentracyjnym Dachau.
Z zawodu ślusarz. Od 28 maja 1944 do 27 kwietnia 1945 był kierownikiem jednego z zakładów w fabryce BMW, w której pracowali więźniowie Kaufberen, podobozu KL Dachau. W procesie załogi Dachau (US vs. August Ruhnke i inni), który miał miejsce w dniach 16–18 kwietnia 1947 przed Amerykańskim Trybunałem Wojskowym w Dachau skazany został na 5 lat pozbawienia wolności za bicie podległych mu więźniów, bezwzględną eksploatację ich siły roboczej i skazywanie ich na okrutne kary.